# Système d'information maritime
Cette page Système d'information maritime présente une liste des systèmes utilisés pour le suivi et la sécurité en mer.

## Suivi de l'hydrographieet des informations de sécurité de la navigation
- Avurnav
- Avis aux navigateurs
- Instructions nautiques
- Livres des feux et signaux de brume
- Répertoire des radiosignaux
- SHOM
- Navtex
- SMDSM

## Suivi de navires
- statique
  - Equasis : European quality shipping information system
  - Sirenac : contrôle par l’État du port
  - Mémorandum d'entente de Paris sur le contrôle des navires par l'État du Port (Memorandum of Understanding de Paris) : Suivi des inspections portuaires.
- dynamique
  - VTS/VTMIS
  - RISAP
  - Trafic 2000 (outil français de suivi de la circulation maritime au large des côtes / à accès restreint)
  - Spationav (outil de la Marine nationale française / à accès restreint)
  - Safeseanet (outil européen de suivi de la circulation maritime / à accès restreint)[PDF]
  - LRIT (système d'identification à longue distance et suivi)

## Suivi des hommes
- STCW : Convention internationale sur les normes de formation des gens de mer, de délivrance des brevets et de veille (standard of training certification and watchkeeping)
- FMC (fisheries monitoring center)
- Esculape : sécurité médicale des marins en mer
- CCMM : Centre de consultation médicale maritime (CHU Purpan Toulouse).